# ماكس دودلر

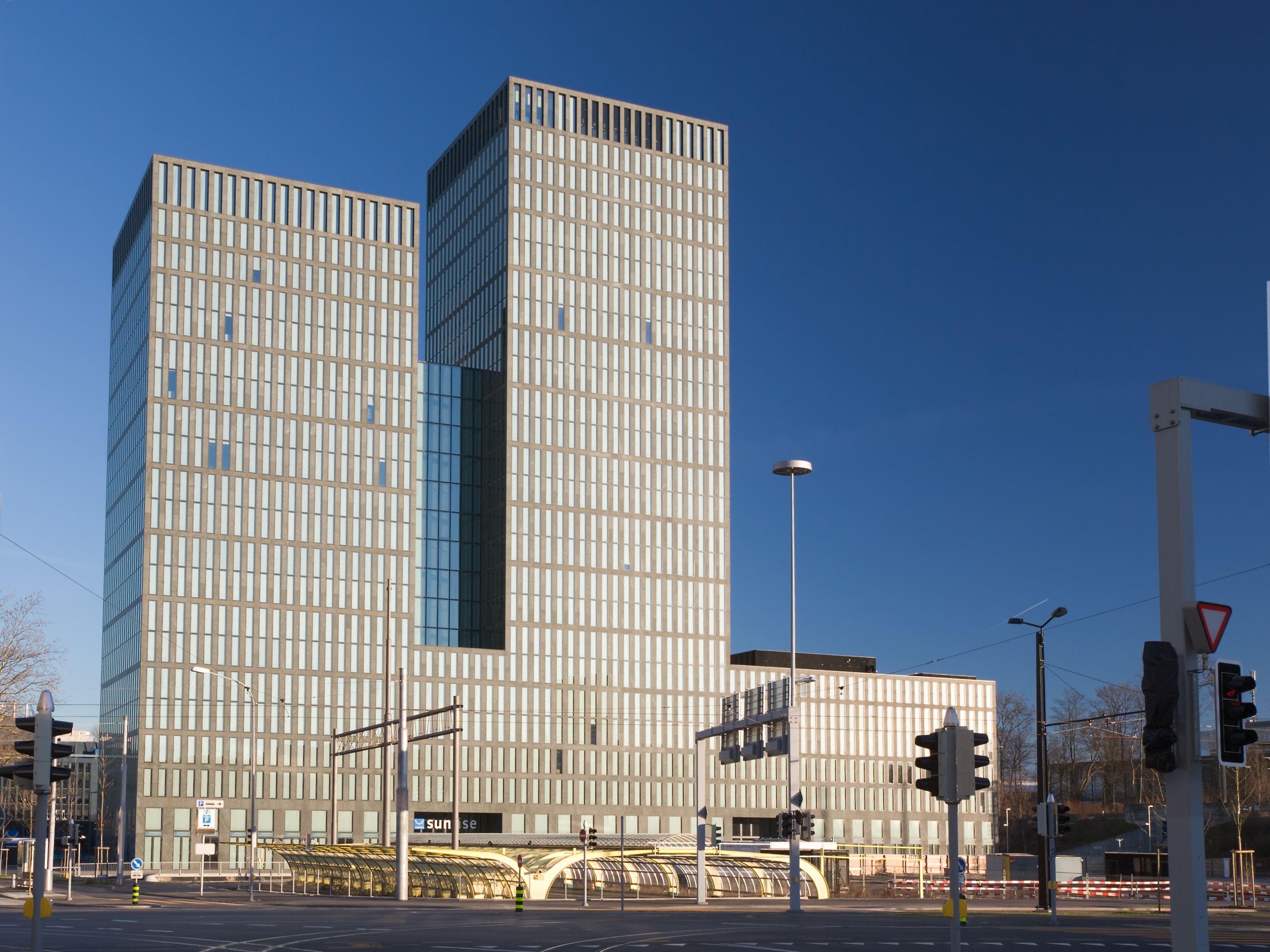
برج الشروق ، زيورخ

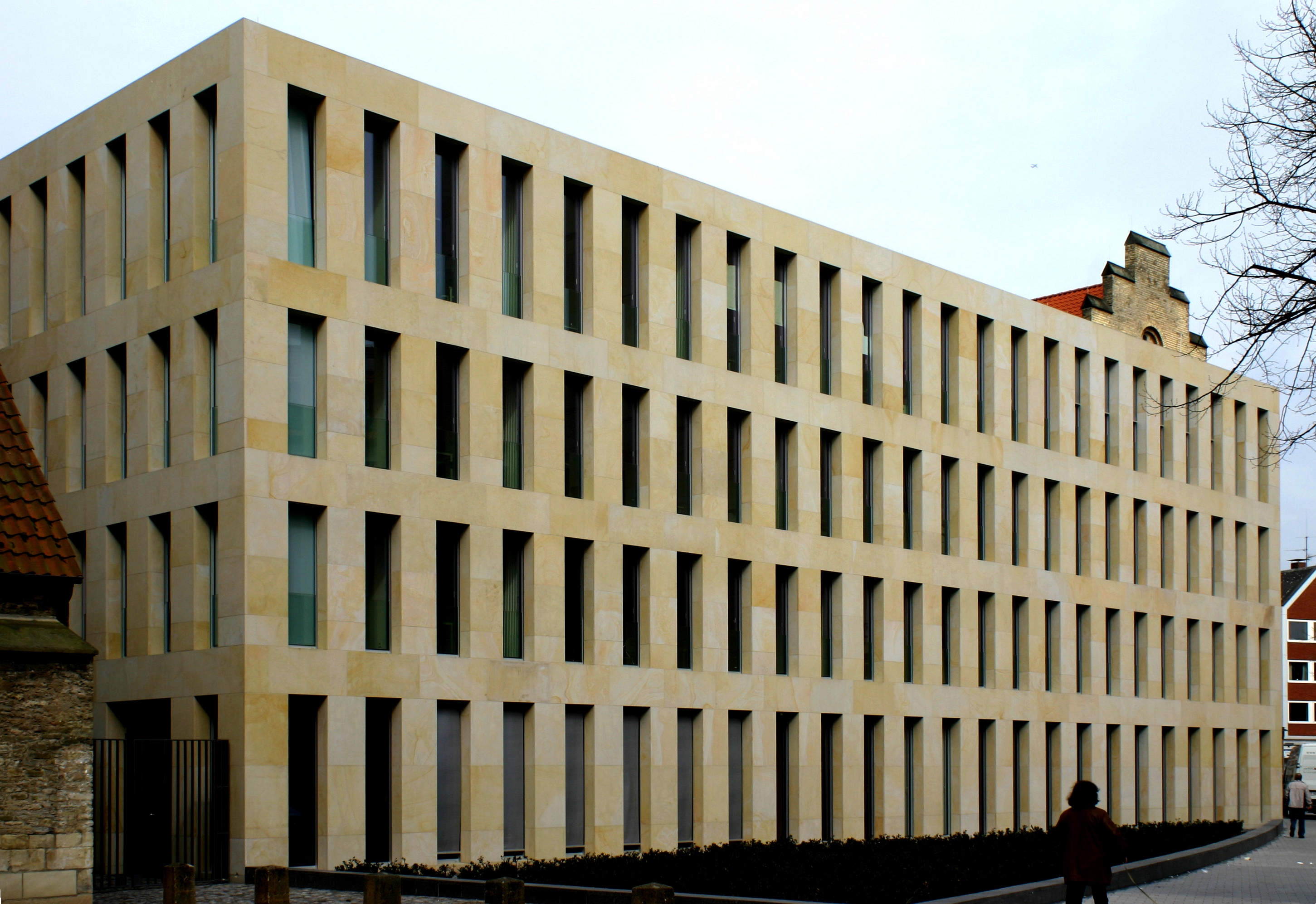
مكتبة Dioezesan ، مونستر

ماكس دودلر (ولد في 18 نوفمبر 1949 في ألتنرين، سويسرا) هو مهندس معماري سويسري ذو شهرة عالمية. السمة الرئيسية لهندسة ماكس دودلر هي مزيج من البساطة السويسرية الصارمة والعقلانية الكلاسيكية الموجودة في العمارة التاريخية والمعاصرة.

## الوظيفة
شغل دودلر العديد من المناصب التعليمية وأقام معارض في كل من ألمانيا وإيطاليا، على سبيل المثال، كان عضوًا في هيئة التدريس بجامعة IUAV في البندقية  1989/1990. كان محاضرًا في الأكاديمية الصيفية للهندسة المعمارية في هيرن (1989)، مانتوا (1990)، نابولي 1993 إلى 1995) وفيينا (1996). من 1996 إلى 1999 كان أستاذًا زائرًا في جامعة دورتموند. منذ عام 2004، كان أستاذًا للهندسة المعمارية في أكاديمية الفنون المرموقة في دوسلدورف مع أكسل شولتس ولوريدس أورتنر.

## مباني مهمة
- 1986-1989: محطة BEWAG الفرعية، برلين
- 1997-2004: الوزارة الاتحادية للنقل والبناء والتنمية الحضرية (توسعات المباني)، برلين
- 1999-2000: مبنى دويتشن بورس، فرانكفورت
- 2005: متحف Ritter لشركة Alfred Ritter GmbH & Co. KG ، Waldenbuch بالقرب من شتوتغارت
- 2002-2005: مكتبة Dioezesan ، مونستر
- 2003-2009: مجموعة ناطحات السحاب في Elmstreet ، فرانكفورت
- 2006-2009: Jacob-und-Wilhelm-Grimm-Zentrum في جامعة هومبولت في برلين
- 2008-2012: New City Hall on Brother House Terrain ، Reutlingen
- 2009: مكتبة Jacob und Wilhelm Grimm-Zentrum في جامعة هومبولت في برلين
- 2009-2011: قلعة هامباخ، نيوشتاد ان دير فاينشتراسه
- 2011: مركز الزوار، قلعة هايدلبرغ [5]
- 2014: مركز الزوار، قلعة سبارينبورغ، بيليفيلد [6] [7]

- محطة Museumsinsel (برلين يو باهن)

## المنشورات
- Dudler، Max؛ Ridler، Gerda؛ Dudler، Max؛ Museum Ritter (2010). Museum Ritter: dem Quadrat ein Museum – a museum squared with art; Architekt Max Dudler. Sulgen: Niggli. ISBN:978-3-7212-0571-8.
- Dudler, Max (2010). IBM Schweiz (بالألمانية). Sulgen: Niggli. ISBN:978-3-7212-0573-2.
- Dudler، Max؛ Bürkle، J. Christoph (2003). Architecture for the city. Sulgen: Niggli. ISBN:978-3-7212-0451-3.
- Dudler, Max (1998). Bauplan (بالألمانية). Gebrüder Mann Verlag. ISBN:978-3-7861-1818-3.
- Kieren, Martin (1996). Max Dudler (بالألمانية). Berlin: Gebr. Mann Verl. ISBN:978-3-7861-1797-1.